# Лхоцампа

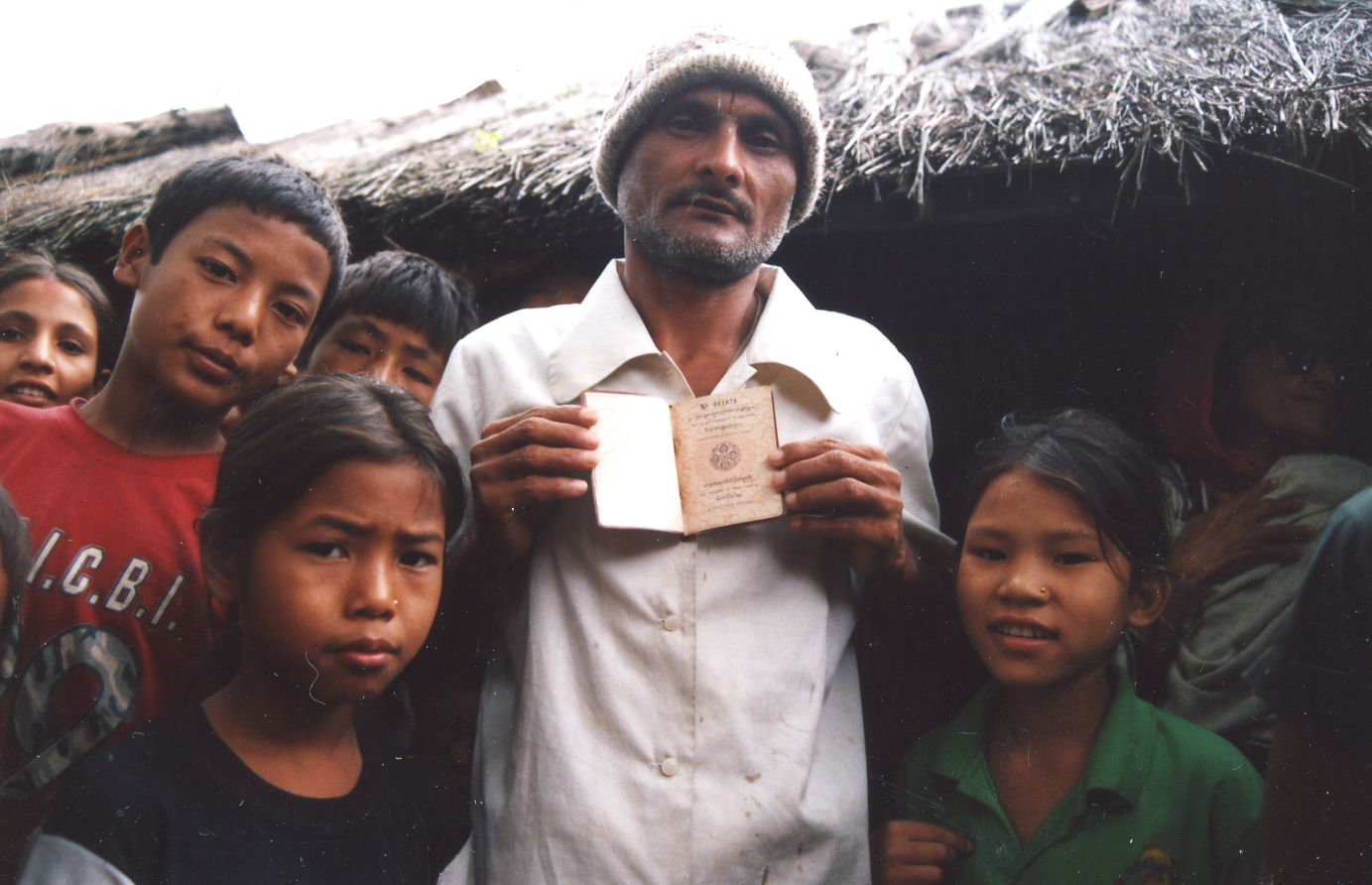
Бутанские беженцы в лагере Beldangi

Лхоцампа (тиб. ལྷོ་མཚམས་པ་, Вайли lho-mtshams-pa) — население Бутана, этнически принадлежащее к непальцам.

## История
Первые небольшие группы непальцев эмигрировали в основном из восточной части Непала в конце XIX — начале XX веков. Начало непальской иммиграции в значительной степени совпало с политическим развитием Бутана: в 1885 году первый король Бутана Угьен Вангчук консолидировал власть после периода гражданских беспорядков и установил более тесные культурные связи с британской Индией. В 1910 году правительство Бутана подписало договор с британской Индией, предоставив им контроль над внешней политикой Бутана. Иммигранты из Непала и Индии начали въезжать в Бутан с 1960-х годов, многие из них прибыли в качестве строительных рабочих. К концу 1980-х годов, по оценкам правительства Бутана, 28 % населения Бутана было непальского происхождения. Согласно неофициальным оценкам, большинство этнических непальцев осело на юге Бутана. К концу 1980-х годов общее количество непальцев, проживавших на легальном положении, составляло около 15 % от общей численности населения Бутана.
Правительство пыталось ограничить иммиграцию и ограничить места жительства и работы непальцев в южном регионе. Либеральные меры, предпринятые в 1970-х и 1980-х годах, поощряли смешанные браки и предоставили больше возможностей для государственной службы. Правительство разрешило внутреннюю миграцию непальцев для получения лучшего образования и возможности ведения бизнеса. Однако самым спорным вопросом в Бутане в 1980-х и начале 1990-х годов был вопрос размещения непальского индуистского меньшинства.
В 1988 году правительство провело перепись населению, отнеся многих этнических непальцев к нелегальным иммигрантам. Местные лидеры лхоцампа ответили антиправительственными митингами, на которых требовали гражданство, и нападали на правительственные учреждения.
В 1989 году правительство Бутана приняло реформы, которые непосредственно касались лхоцампа. Во-первых, это введение Дриглам Намжа, согласно которому население должно было носить национальную бутанскую одежду. Все граждане, включая лхоцампа, были обязаны соблюдать дресс-код в рабочее время. Этот указ вызвал возмущение лхоцампа, которые были недовольны тем, что вынуждены носить одежду большинства Нгалоп. Во-вторых, правительство ввело язык дзонг-кэ в качестве языка обучения в школах. Это стало отчуждением лхоцампа, многие из которых не знали дзонг-кэ.

## Культура
Лхоцампа традиционно занимались в основном оседлым сельским хозяйством, хотя некоторые из них очищали лесной покров и вели цхери (англ. tsheri) и подсечно-огневую систему земледелия. Лхоцампа, как правило, являются индусами. Однако существует много групп, в том числе таманги и гурунги, которые исповедуют буддизм. Основая часть кирати, в том числе раи и лимбу, являются анимистическими последователями мундхума. Эти группы в основном живут в восточной части Бутана. Большинство из них, являются ли они индусами или тибетскими буддистами, воздерживаются от говядины, а многие являются вегетарианцами. Их главные праздники — Дашайн и Тихар, похожие на индийский Дивали.

## Высылка
Начиная с 1980-х годов более 100 000 лхоцампа были вынуждены покинуть Бутан, будучи обвиненными бутанскими властями в незаконной иммиграции. Между 1988 и 1993 годами тысячи других лхоцампа подверглись политическим репрессиям. В 1990 году на юге Бутана прошли этнические антиправительственные протесты, участники которых настаивали на большей демократии и уважении прав меньшинств. В том же году Бутанская народная партия, членами которой являются в основном лхоцампа, начали насильственную кампанию против правительства Бутана. После этих беспорядков из Бутана бежали тысячи человек. Многие из них попали в семь непальских лагерей беженцев (по состоянию на 20 января 2010 года в лагерях проживали 85 544 беженцев) или стали работать в Индии. По данным Государственного департамента США около 35 % беженцев считаются гражданами Бутана.